# Inga Tidblad
Inga Tidblad (29 de mayo de 1901 - 12 de septiembre de 1975) fue una actriz teatral, cinematográfica y televisiva de nacionalidad sueca.

## Biografía
Su nombre completo era Inga Sofia Tidblad, y nació en Estocolmo, Suecia, siendo sus padres el ingeniero Otto Tidblad y Helga Krumlinde. Cursó estudios en la escuela del Teatro Dramaten en 1919–22, época en la cual pudo actuar como Ariel en la pieza de Shakespeare La tempestad, bajo la dirección de Olof Molander. Tras graduarse, trabajó en el Svenska teatern de Estocolmo, donde despuntó con el papel de Ofelia en Hamlet en el año 1924. Ella continuó en dicho teatro hasta el incendio del mismo en el año 1925.
A lo largo de su carrera, Tidblad actuó en los principales teatros suecos. Tras su período en el Svenska teatern pasó al Vasateatern en 1925-26, al Teatro Oscar en 1926-32, y al Dramaten entre 1932 y 1963, cuando ya decidió retirarse de los escenarios. En 1953 actuó en el Riksteatern, junto a Håkan Westergren, entonces su marido, en la pieza de Jan de Hartog Himmelssängen. Con posterioridad únicamente hizo algunas actuaciones esporádicas.
Fue protagonista de algunas producciones cinemtográficas suecas mudas como Norrtullsligan (1923), Mälarpirater (1923), Farbror Frans (1926) y Svarte Rudolf (1928). Su película de debut fue Andersson, Pettersson och Lundström (1923). En 1930 protagonizó, junto a Gösta Ekman (senior), la primera cinta sonora sueca, För hennes skull. Otras cintas destacadas fueron Sången om den eldröda blomman (1934), Intermezzo (1936), Lågor i dunklet (1942), Det brinner en eld (1943), Den osynliga muren (1944), Frånskild (1951, de Gustaf Molander con guion de Ingmar Bergman), Kvinnohuset (1953), Enhörningen (1955), Pärlemor (1961), y Pistolen (1973), película por la que recibió el Premio Guldbagge a la mejor actriz poco antes de su muerte. Además, en el año 1956 fue galardonada con el Premio O'Neill, recibido junto a Lars Hanson.
Tidblad fue la voz de Pinocho en la versión sueca de la película de Walt Disney Pinocho (1940), y también fue artista invitada en un episodio de la serie televisiva estadounidense Foreign Intrigue en 1956. 
Inga Tidblad falleció en Estocolmo en el año 1975. Fue enterrada en el Cementerio Norra begravningsplatsen de dicha ciudad. Había estado casada con el actor Ragnar Billberg (1923–1930) y con el también actor Håkan Westergren desde 1931 hasta el momento su muerte. Tuvo tres hijos: Lena Billberg (1926–1997), Meg Westergren y Claes-Håkan Westergren.

## Filmografía (selección)
- 1921 : En hjulsaga eller Kärlek och tombolaspel
- 1922 : Norrtullsligan
- 1923 : Andersson, Pettersson och Lundström
- 1923 : Mälarpirater
- 1924 : Grevarna på Svansta
- 1924 : Ödets man
- 1926 : Farbror Frans
- 1928 : Svarte Rudolf
- 1930 : För hennes skull
- 1931 : Generalen
- 1931 : Längtan till havet
- 1933 : Hälsingar
- 1934 : Sången om den eldröda blomman
- 1934 : Hon eller ingen
- 1936 : Intermezzo
- 1936 : Janssons frestelse
- 1941 : Pinocho
- 1942 : Lågor i dunklet
- 1943 : Det brinner en eld
- 1944 : Den osynliga muren
- 1944 : Kungajakt
- 1945 : Skådetennis
- 1951 : Dårskapens hus
- 1951 : Frånskild
- 1953 : Kvinnohuset
- 1954 : Gabrielle
- 1955 : Enhörningen
- 1956 : Den dödes skugga
- 1961 : Pärlemor
- 1973 : Pistolen
- 1974 : Gangsterfilmen

## Teatro
- 1920 : Äventyret, de Gaston Arman de Caillavet y Robert de Flers, dirección de Karl Hedberg, Dramaten
- 1920 : Markis von Keith, de Frank Wedekind, dirección de Karl Hedberg, Dramaten
- 1921 : Elektra, de Hugo von Hofmannsthal, dirección de Tor Hedberg, Dramaten
- 1922 : Den leende fru Madeleine, de André Obey y Denys Amiel, dirección de Olof Molander, Dramaten
- 1922 : Den objudna gästen, de Maurice Maeterlinck, dirección de Olof Molander, Dramaten
- 1924 : Det levande liket, de León Tolstói, dirección de Gunnar Klintberg, Svenska teatern[5]
- 1925 : Alarmklockan, de Maurice Hennequin y Romain Coolus, dirección de Gunnar Klintberg, Vasateatern[6]
- 1926 : Svanevit, de August Strindberg, dirección de Gunnar Klintberg, Vasateatern[7]
- 1926 : Morfars hus, de Ejnar Smith, dirección de Gunnar Klintberg, Vasateatern[8][9]
- 1926 : Graven under triumfbågen, de Paul Raynal, dirección de Gunnar Klintberg, Teatro Oscar[10]
- 1926 : Sanningens pärla, de Zacharias Topelius, dirección de Rune Carlsten, Teatro Oscar[11]
- 1926 : Han som får örfilarna, de Leonid Andréiev, dirección de Gösta Ekman (sénior), Teatro Oscar[12][13]
- 1926 : Lycko-Pers resa, de August Strindberg, dirección de Rune Carlsten, Teatro Oscar[14]
- 1927 : Geografi och kärlek, de Bjørnstjerne Bjørnson, dirección de John W. Brunius, Teatro Oscar[15][16]
- 1927 : Skrämda katter, de Margaret Mayo y Aubrey Kennedy, dirección de Erik Berglund, Djurgårdsteatern[17][18]
- 1927 : Guldgrävare, de Avery Hopwood, dirección de Ernst Eklund, Djurgårdsteatern[19]
- 1927 : Dibbuk - Mellan tvenne världar, de S. Ansky, dirección de Robert Atkins, Teatro Oscar[20][21]
- 1927 : Gamla Heidelberg, de Wilhelm Meyer-Förster, Teatro Oscar[22]
- 1928 : Rötmånad, de Erik Lindorm, dirección de John W. Brunius, Teatro Oscar[23][24]
- 1928 : Skandalskolan, de Richard Brinsley Sheridan, dirección de Johannes Poulsen, Teatro Oscar[25][26]
- 1928 : Broadway, de Philip Dunning y George Abbott, dirección de Mauritz Stiller, Teatro Oscar[27][28]
- 1928 : Patrasket, de Hjalmar Bergman, dirección de John W. Brunius, Teatro Oscar[29]
- 1929 : Volpone, de Ben Jonson, dirección de Gunnar Klintberg, Teatro Oscar[30]
- 1929 : Den kungliga familjen, de George S. Kaufman y Edna Ferber, dirección de Rune Carlsten, Teatro Oscar[31]
- 1929 : Vid 37de gatan, de Elmer Rice, dirección de Svend Gade, Teatro Oscar[32][33][34]
- 1930 : Gröna hissen, de Avery Hopwood, dirección de Gösta Ekman (sénior), Teatro Oscar
- 1930 : Den stora kärleken, de Paul Géraldy y Robert Spitzer, dirección de Gösta Ekman (sénior), Teatro Oscar[35]
- 1930 : Enrique VIII, de William Shakespeare, dirección de Thomas Warner, Teatro Oscar[36]
- 1930 : En liten olycka, de Floyd Dell y Thomas Mitchell, dirección de Gösta Ekman (sénior), Teatro Oscar[37]
- 1930 : Trions bröllop, de Sigfrid Siwertz, dirección de John W. Brunius, Teatro Oscar[38][39]
- 1930 : Farmors revolution, de Jens Locher, dirección de Pauline Brunius, Teatro Oscar[40][41]
- 1930 : Gustav Vasa, de August Strindberg, dirección de Gunnar Klintberg, Teatro Oscar[42][43]
- 1930 : 18 år, de John Van Druten, dirección de Pauline Brunius, Teatro Oscar[44]
- 1930 : En herre i frack, de Seymour Hicks, dirección de Nils Johannisson, Teatro Oscar
- 1931 : Det svaga könet, de Édouard Bourdet, dirección de Max Reinhardt, Teatro Oscar[45]
- 1931 : Statister, de Richard Duschinsky, dirección de Svend Gade, Teatro Oscar[46]
- 1932 : Fanny, de Marcel Pagnol, dirección de Pauline Brunius, Teatro Oscar[47]
- 1932 : Broadway, de Philip Dunning y George Abbott, dirección de Mauritz Stiller, Vasateatern[48]
- 1932 : Graven under triumfbågen, de Paul Raynal, dirección de Harry Roeck Hansen, Vasateatern[49]
- 1932 : Patrasket, de Hjalmar Bergman, dirección de Gösta Ekman (sénior), de Vasateatern[50]
- 1932 : Gröna hissen, de Avery Hopwood, dirección de Gösta Ekman (sénior), Vasateatern[51]
- 1933 : Mannen och hans omoral, de Samuel Nathaniel Behrman, dirección de Gösta Ekman (sénior), Vasateatern[52][53]
- 1933 : Middag kl. 8, de George S. Kaufman y Edna Ferber, dirección de Gösta Ekman (sénior), Vasateatern[54][55][56]
- 1933 : Damen i vitt, de Marcel Achard, dirección de Rune Carlsten, Dramaten
- 1934 : Rivalerna, de Richard Brinsley Sheridan, dirección de Alf Sjöberg, Dramaten
- 1934 : Den italienska halmhatten, de Eugene Labiche, dirección de Olof Molander, Dramaten
- 1935 : Kvartetten som sprängdes, de Birger Sjöberg, dirección de Rune Carlsten, Dramaten
- 1935 : Trots allt, de Henry Bernstein, dirección de Rune Carlsten, Dramaten
- 1935 : Ung kärlek, de Samson Raphaelson, dirección de Ragnar Arvedson, Konserthusteatern y gira[57]
- 1936 : Millionärskan, de George Bernard Shaw, dirección de Alf Sjöberg, Dramaten
- 1937 : Skönhet, de Sigfrid Siwertz, dirección de Alf Sjöberg, Dramaten
- 1937 : Eva gör sin barnplikt, de Kjeld Abell, dirección de Rune Carlsten, Dramaten
- 1937 : Höfeber, de Noël Coward, dirección de Alf Sjöberg, Dramaten
- 1937 : En sån dag!, de Dodie Smith, dirección de Rune Carlsten, Dramaten[58]
- 1938 : Spel på havet, de Sigfrid Siwertz, dirección de Alf Sjöberg, Dramaten
- 1938 : Älskling, jag ger mig…, de Mark Reed, dirección de Olof Molander, Dramaten
- 1939 : Guldbröllop, de Dodie Smith, dirección de Carlo Keil-Möller, Dramaten
- 1939 : Kejsaren av Portugallien, de Selma Lagerlöf, dirección de Rune Carlsten, Dramaten
- 1940 : Mucho ruido y pocas nueces, de William Shakespeare, dirección de Alf Sjöberg, Dramaten
- 1940 : Koppla av, de Moss Hart, dirección de Carlo Keil-Möller, Dramaten
- 1941 : Vi skiljas, de Victorien Sardou y Émile de Najac, dirección de Alf Sjöberg, Dramaten
- 1942 : Claudia, de Rose Franken, dirección de Carlo Keil-Möller, Dramaten
- 1943 : Vår hemliga dröm, de Robert Boissy, dirección de Carlo Keil-Möller, Dramaten
- 1943 : Kungen, de Robert de Flers, Emmanuel Arène y Gaston Arman de Caillavet, dirección de Rune Carlsten, Dramaten
- 1945 : Av hjärtans lust, de Karl Ragnar Gierow, dirección de Rune Carlsten, Dramaten
- 1946 : Morgondagens värld, de James Gow y Arnaud d'Usseau, dirección de Martha Lundholm, Vasateatern y gira[59]
- 1947 : El sueño, de August Strindberg, dirección de Olof Molander, Malmö stadsteater
- 1948 : En vildfågel, de Jean Anouilh, dirección de Rune Carlsten, Dramaten
- 1949 : En dag av tusen, de Maxwell Anderson, dirección de Olof Molander, Dramaten
- 1950 : En vildfågel, de Jean Anouilh, dirección de Johan Falck, Norrköping-Linköping stadsteater
- 1950 : Chéri, de Colette, dirección de Mimi Pollak, Dramaten
- 1952 : Himmelssängen, de Jan de Hartog, dirección de Ernst Eklund, Lisebergsteatern
- 1956 : La dama de las camelias, de Alexandre Dumas (hijo), dirección de Lars-Levi Laestadius, Malmö stadsteater
- 1958 : Silverbröllop, de Michael Clayton Hutton, dirección de Per Gerhard, Vasateatern[60]
- 1959 : Vid skilda bord, de Terence Rattigan, dirección de Per Gerhard, Vasateatern[61]
- 1960 : Hamlet, de William Shakespeare, dirección de Alf Sjöberg, Dramaten
- 1964 : Tre knivar från Wei, de Harry Martinson, dirección de Ingmar Bergman, Dramaten[62]
- 1968 : Porträtt av fem kvinnor, de Karl Ragnar Gierow, Maxwell Anderson, Federico García Lorca, Friedrich Schiller, Herman Bang y William Shakespeare, dirección de Inga Tidblad, Norrköping-Linköping stadsteater
- 1970 : Vi är alla lika, de Noël Coward, dirección de Per-Axel Branner, Maximteatern[63]

## Radioteatro
- 1948 : Antonio y Cleopatra, de William Shakespeare, dirección de Alf Sjöberg[64]